# Breiðamerkurjökull

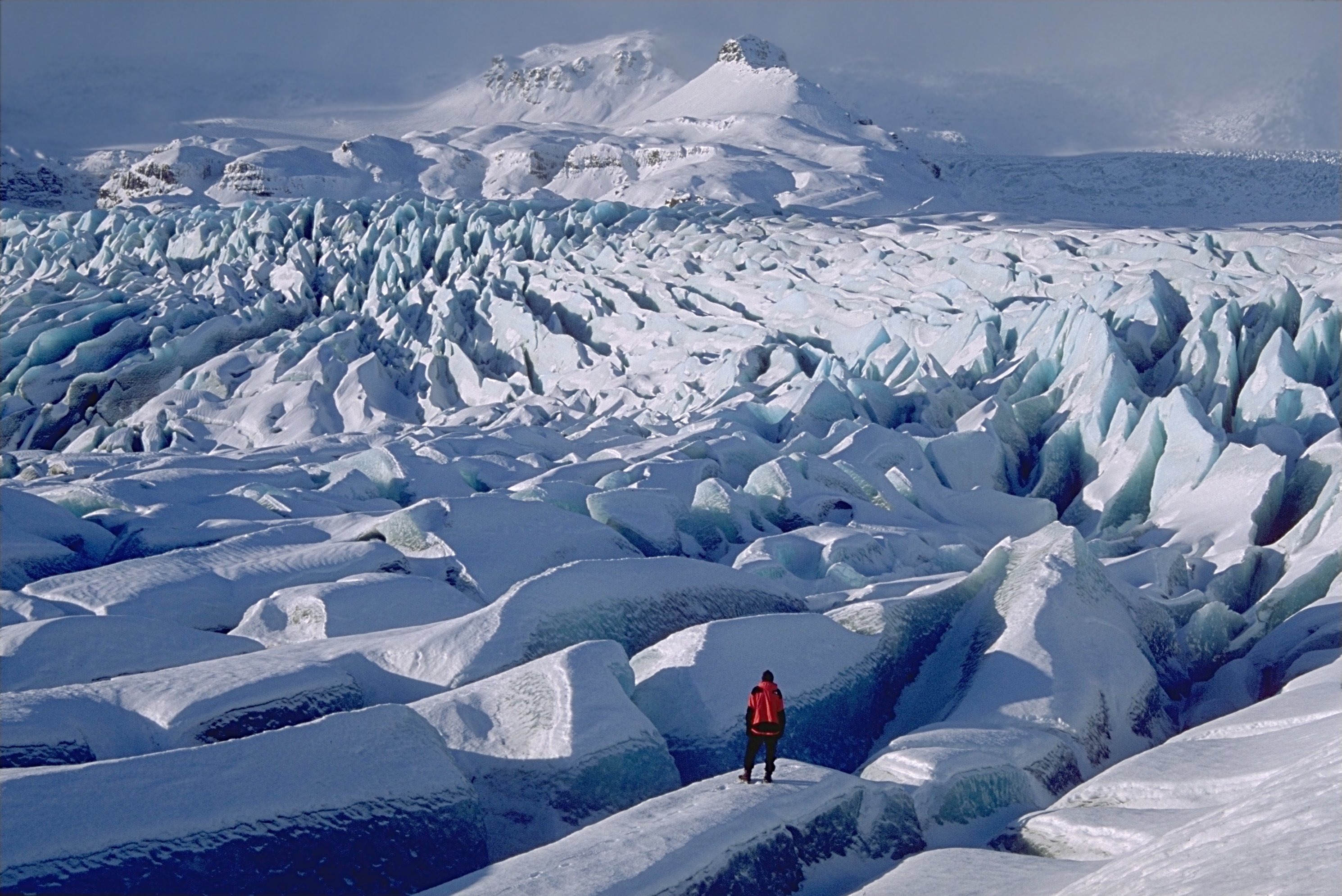
El camp glacial de Breiðamerkurjökull

Breiðamerkurjökull és una glacera ubicada al parc nacional de Vatnajökull al sud-est Islàndia, una de les zones més turístiques de l’illa i que acull la glacera Vatnajökull, la més gran d’Europa.
La Breiðamerkurjökull emergeix com una llengua del Vatnajökull, acaba en un petit llac, conegut com a Jökulsárlón. Al llarg del temps gradualment s'ha reduït.

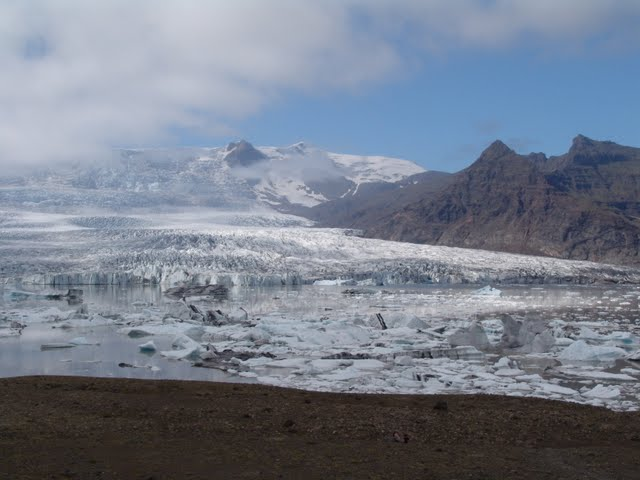
Breidamerkurjokull

Els seus icebergs finalment arriben a l'oceà. Comencen el seu viatge flotant en el llac durant uns cinc anys. La glacera Breiðamerkurfjall fa 752 m d'altitud màxima.
La llengua de la glacera Breiðamerkurjökull és una gran atracció turística. L'estació base pels turistes es troba a Jöklasel, es poden veure els icebergs a la platja de sorra. L'agost de 2024, un col·lapse de la glacera va provocar la mort d'un turista i la desaparició de dos més.
Aquest lloc ha estat escenari de pel·lícules com la de Lara Croft: Tomb Raider fent-la passar per un escenari de Sibèria.